# Sinanché
Sinanché, es una localidad del estado de Yucatán, México, cabecera del municipio homónimo ubicada aproximadamente a 10 km al este de Telchac Pueblo y a 15 km del litoral norte de la Península de Yucatán, específicamente del puerto de San Crisanto.

## Toponimia
El toponímico Sinanché significa en idioma maya "el árbol de escorpión". 

## Datos históricos
Sinanché está enclavado en el territorio que fue la jurisdicción de los Ceh Pech antes de la conquista de Yucatán.
Sobre su fundación no se tienen datos exactos. Declarada la independencia de Yucatán el pueblo de Sinanché pasa a formar parte del Partido de la Costa, cuya cabecera era Izamal. 
Posteriormente, Sinanché se agrega al Partido de Motul, en el que se mantuvo hasta el año de 1918, en que se erige cabecera del municipio libre de Sinanché. 

## Sitios de interés turístico
El palacio municipal, y el templo de San Buenaventura que fueron construidos en el siglo XVII. 

## Galería

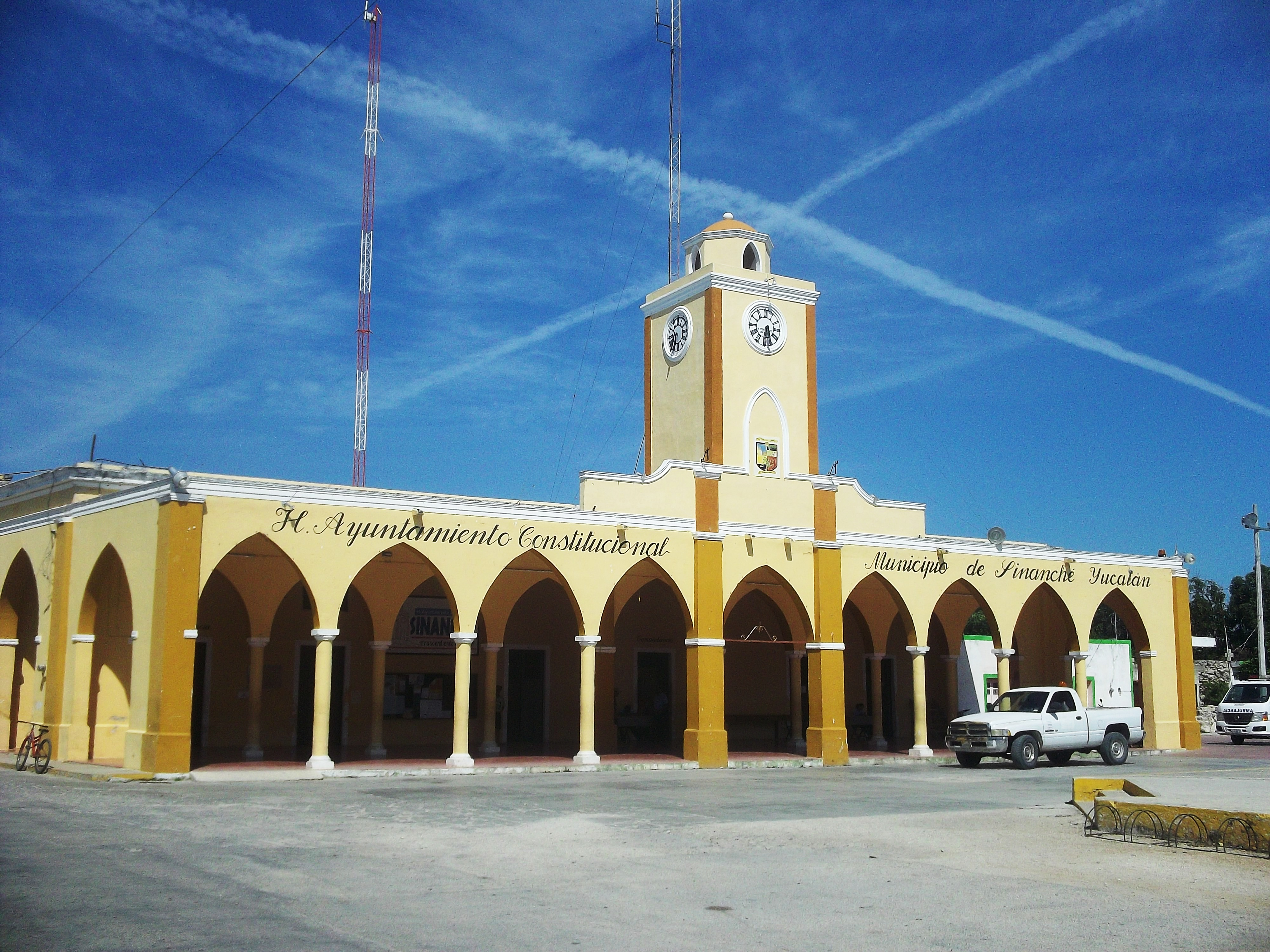
Palacio municipal de Sinanché.
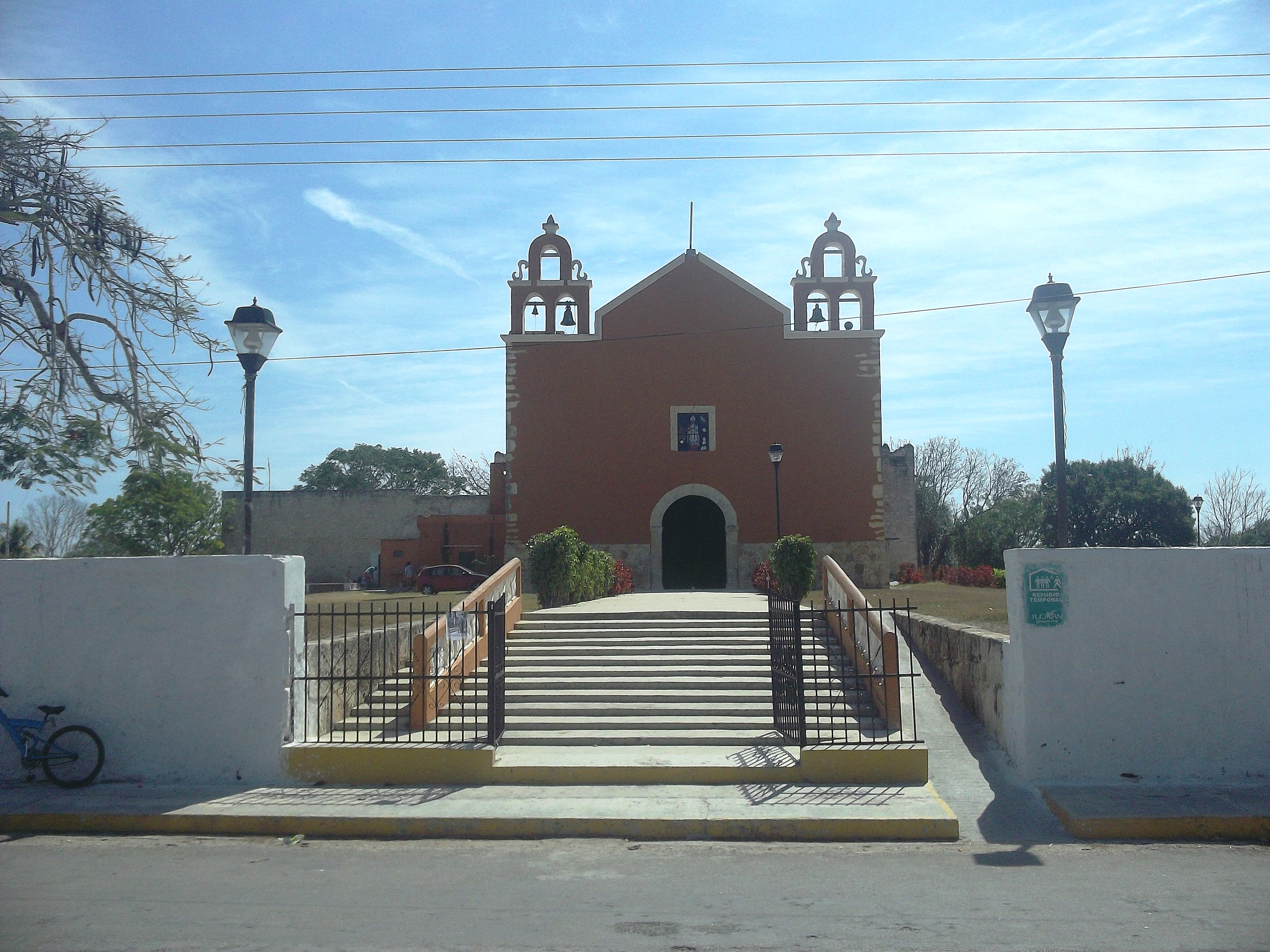
Iglesia principal de Sinanché.
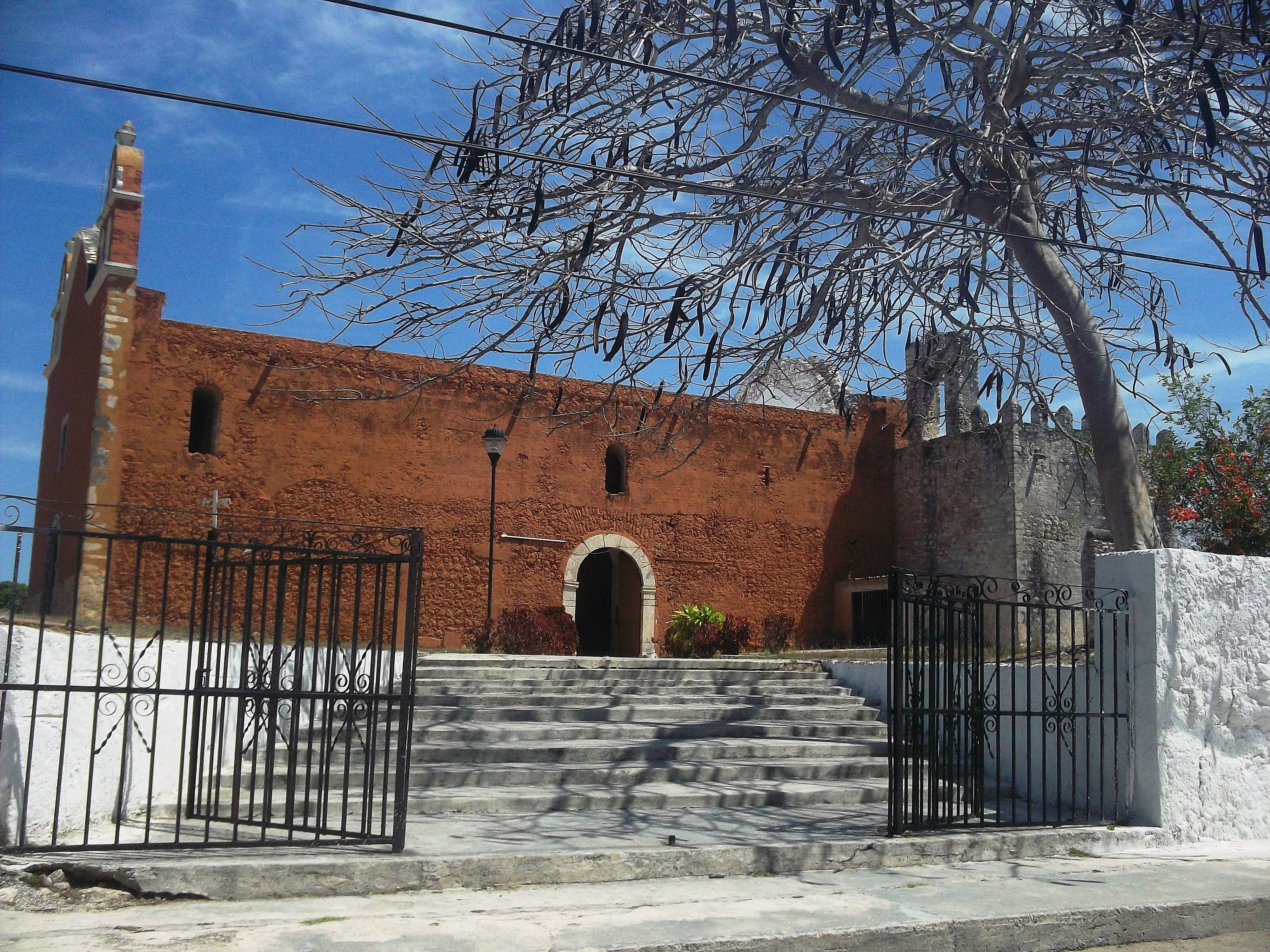
Iglesia principal de Sinanché.
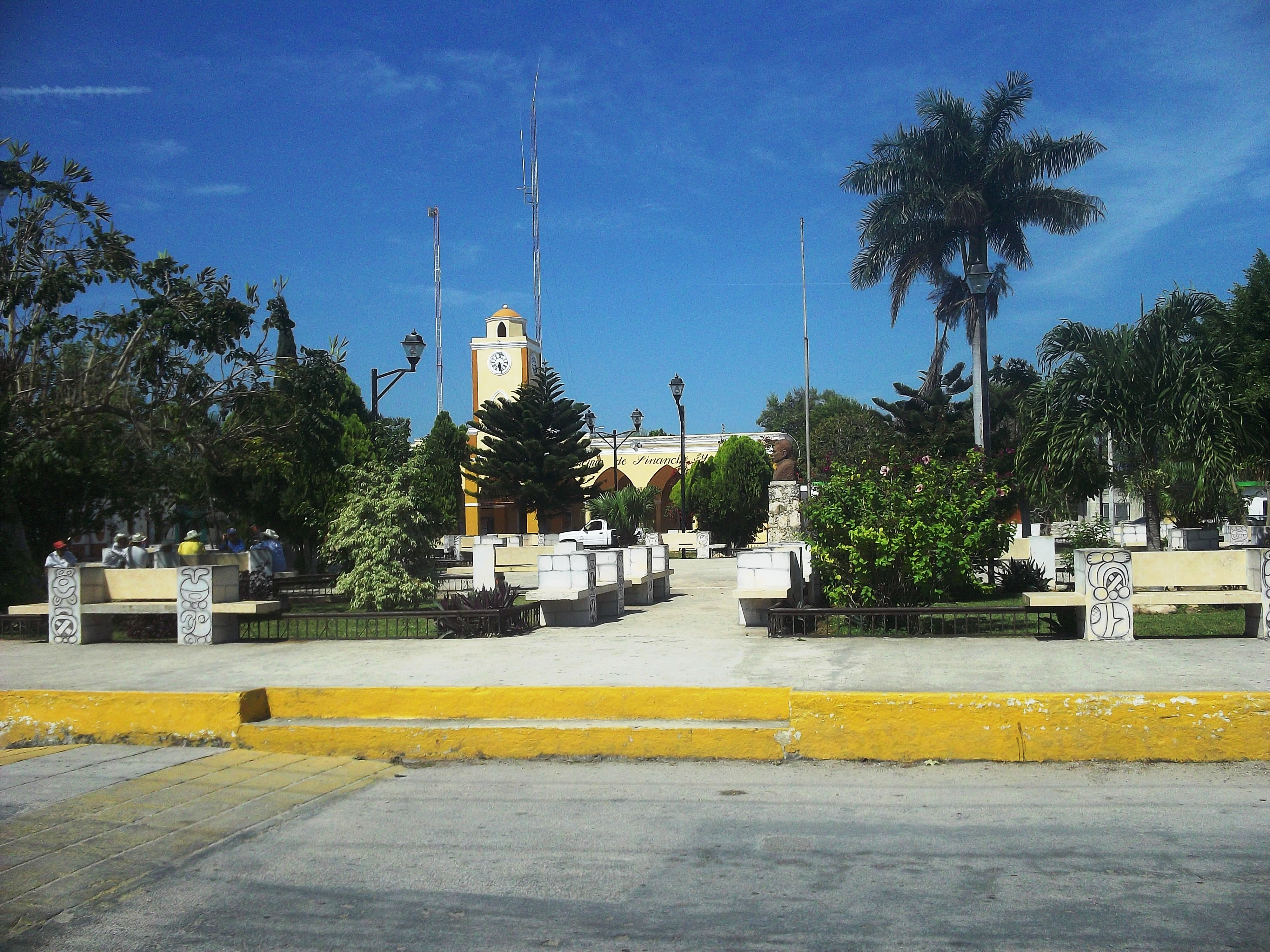
Parque principal de Sinanché.